# Vuurwapen
Een vuurwapen is een wapen dat door middel van bij explosieve verbranding vrijkomende gassen een of meer projectielen kan afschieten.

## Geschiedenis

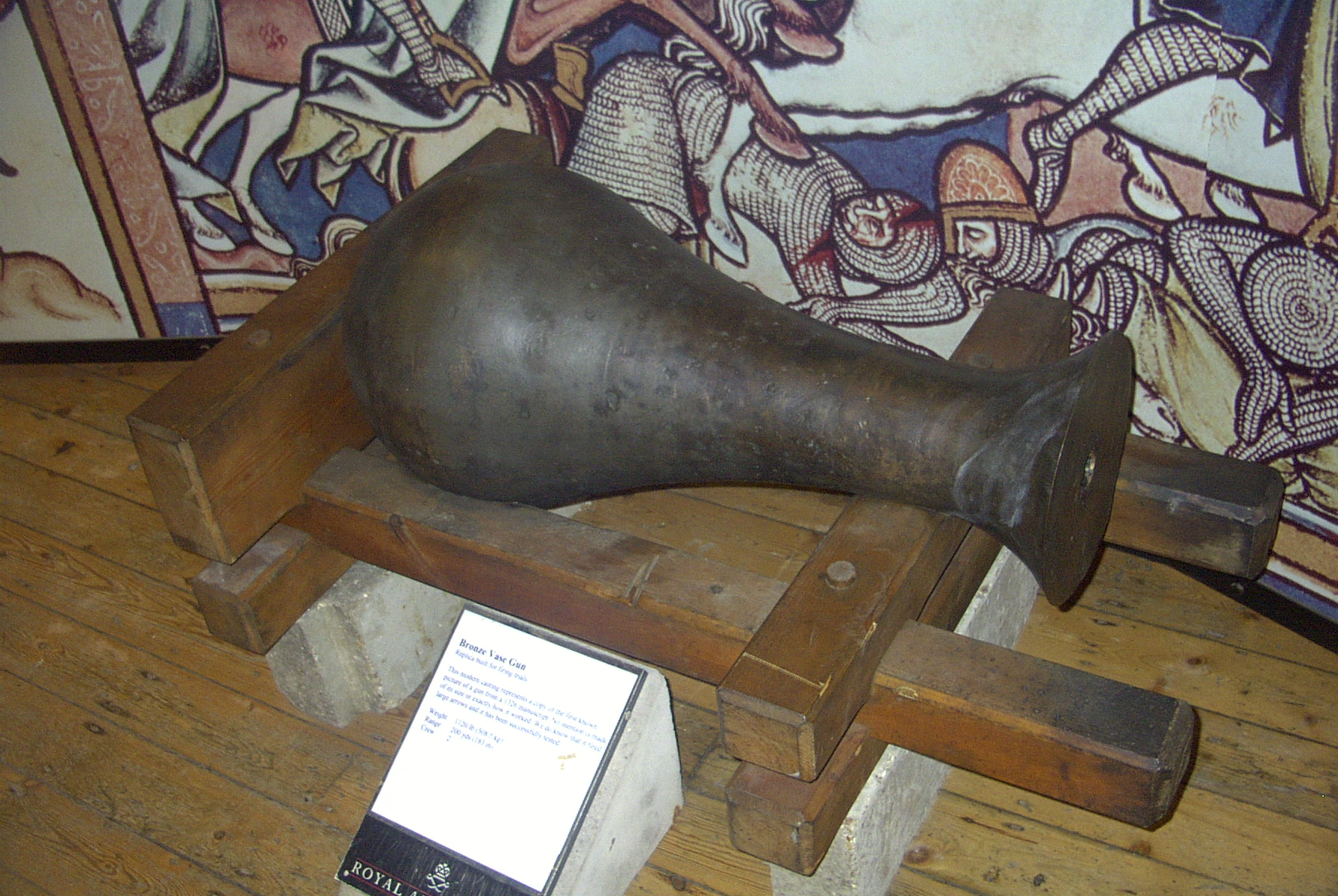
Een Pot-De-Fer (reconstructie). Dit wapen vuurde bundels pijlen af.

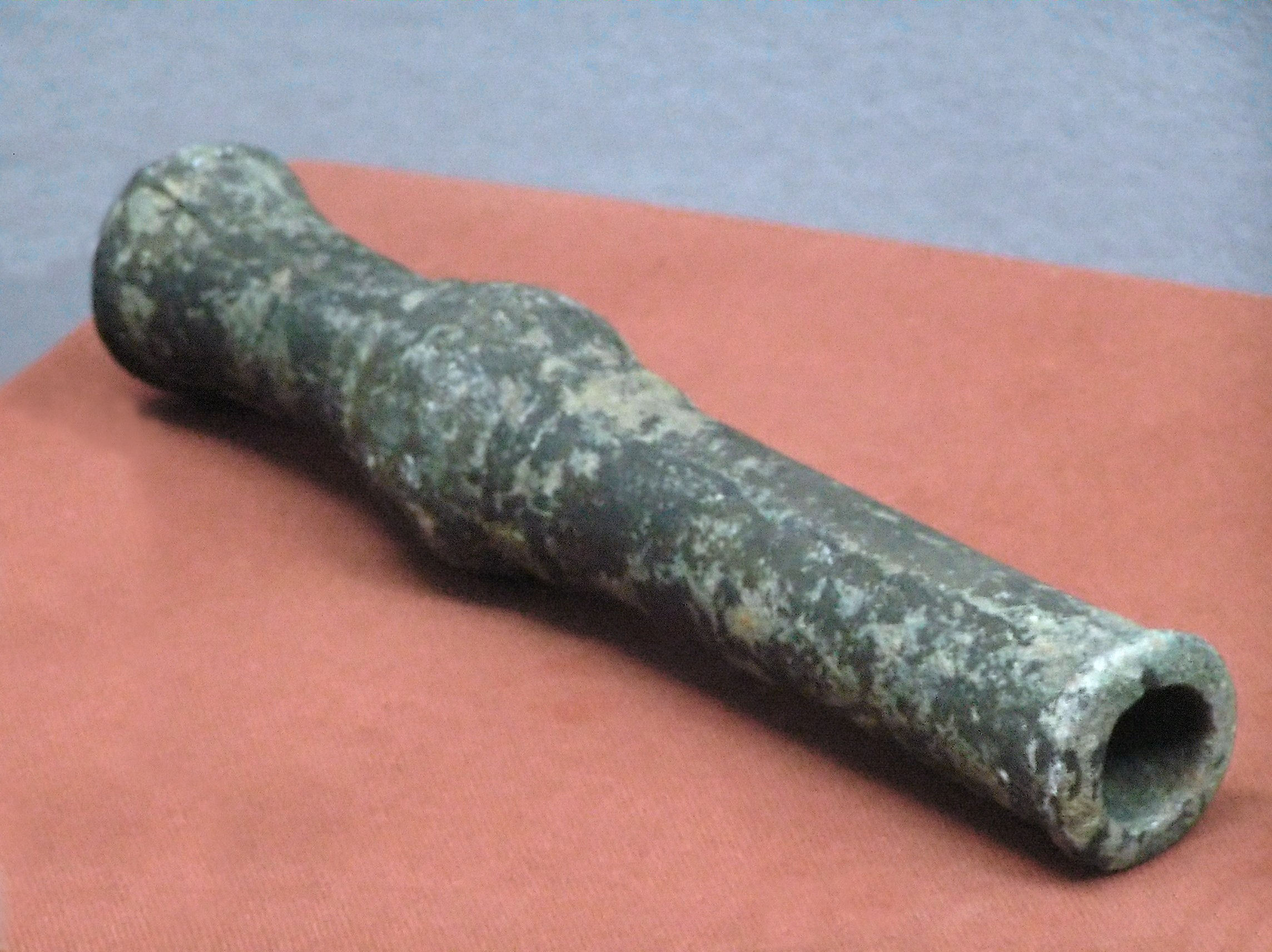
Een Chinees handkanon uit de Yuan-dynastie (1271-1368)

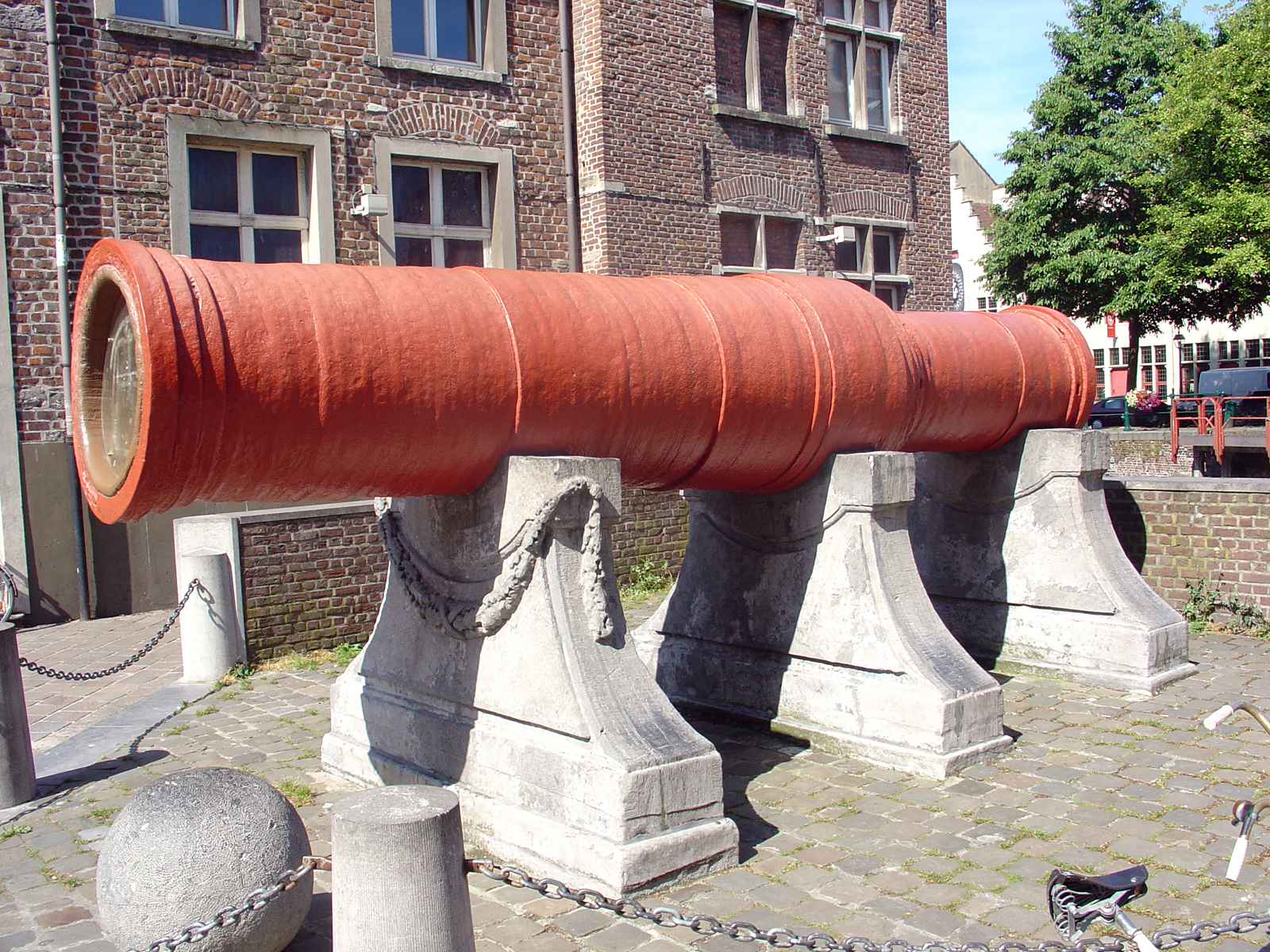
Bombarde Dulle Griet uit plm. 1475, Gent

Vuurwapens zijn ontstaan na de uitvinding van het buskruit. In China waren rond het jaar 1000 al vuurwerk-raketten gevuld met buskruit in gebruik bij de oorlogsvoering. Of buskruit via handels- of veroveringsroutes naar Europa kwam of hier onafhankelijk ontdekt is is niet meer na te gaan. Eén theorie is dat een Duitse monnik die zich met alchemie bezighield, per ongeluk het buskruit heeft ontdekt. Een andere theorie is dat de Mongolen het buskruit, dat ze in China hadden ontdekt, tijdens hun veroveringstochten naar de Arabische wereld brachten en dat deze op hun beurt vuurwapens inzetten bij de Moorse verovering van Al-Andalus (Spanje). Ook schijnt er al een formule voor buskruit, of een sterk daarop gelijkend poeder, in een Latijns geschrift uit de negende eeuw te hebben gestaan.
In Europa zijn de eerste primitieve vuurwapens door de Moren ingezet bij de slag om Zaragoza in 1118. Dit waren mortierachtige wapens van hout, die stenen projectielen afschoten. Deze leidden tot de Pot-de-Fer; een op een fles of vaas gelijkend wapen waar stenen of bijeengebonden ijzeren pennen mee werden afgeschoten.
Gedurende de 13e en 14e eeuw evolueerde de vaasvormige Pot-De-Fer tot een langgerekte buis. In het Middelnederlands werden deze wapens met bus of busse aangeduid. Hieraan ontleent ook het buskruit zijn naam.
De eerste vuurmonden werden gemaakt van smeedijzeren staven die met ijzeren hoepels bijeen werden gebonden, of werden in brons gegoten. Bronzen vuurmonden waren kwalitatief beter, maar wel veel duurder. Gietijzeren bussen waren niet erg populair, wegens de broosheid van gietijzer. Dankzij ontwikkelingen in de metallurgie en het buskruit konden de bussen tot gigantische bombardes uitgroeien en projectielen van bijna 300 kilo verschieten over anderhalf kilometer afstand.
Bussen werden in vele verschillende soorten en maten gemaakt. Het eerste draagbare vuurwapen was de handbus, een kleine vuurmond aan een lange houten of ijzeren staf. Uit deze handbussen zijn de handvuurwapens als de haakbus, het musket, het geweer, het pistool en de karabijn ontstaan.
Het vuurwapen heeft gezorgd voor een ommezwaai in de oorlogsvoering. De vuurkracht en het relatief eenvoudige gebruik van het vuurwapen maakte zelfs mede een einde aan de feodale Middeleeuwen. Kasteelmuren waren niet tegen het geweld van kanonnen bestand en verloren daarom grotendeels hun militaire nut. Mede hierdoor verdween het systeem van lokale heersers in versterkte kastelen of burchten. In plaats daarvan werden ommuurde en omwalde steden en vestingen, die hun verdedigingswerken flexibeler konden aanpassen aan de ontwikkelingen in belegeringsgeschut en bovendien daarvoor het geld hadden, het centrum van de macht.
In de 16e eeuw verdrongen handvuurwapens (musket en vuurroer) in rap tempo de andere projectielwapens als de boog en de kruisboog van het slagveld. Het zou echter nog tot de achttiende eeuw duren voor het vuurwapen de andere infanteriewapens (speren, pieken, hellebaarden et cetera) zou vervangen.
Ook in de jacht deden handvuurwapens hun intrede. Jagers maken voornamelijk gebruik van hagelgeweren voor de jacht op gevogelte en klein wild, en van geweren met getrokken loop voor de jacht op groot wild. Jagers spreken van geweer voor het hagelgeweer en van buks voor het getrokken geweer. Mengvormen komen ook voor.
Vuurwapens kunnen ruwweg worden opgedeeld in een aantal categorieën: artillerie, handvuurwapens en mitrailleurs.

## Artillerie

### Kanon

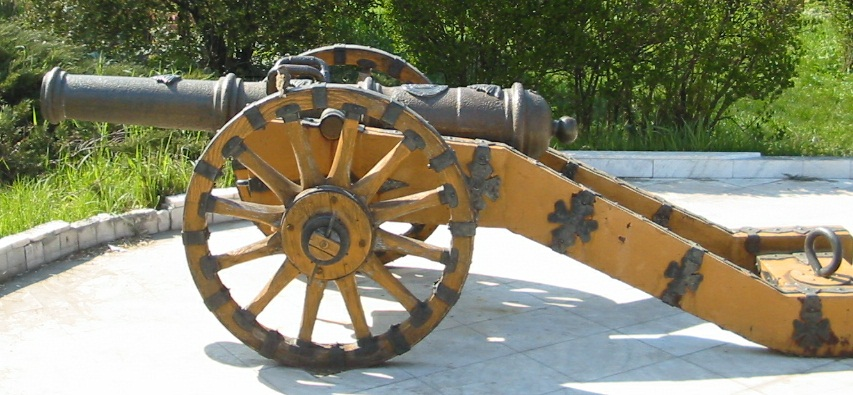
Gietijzeren kanon, Boekarest

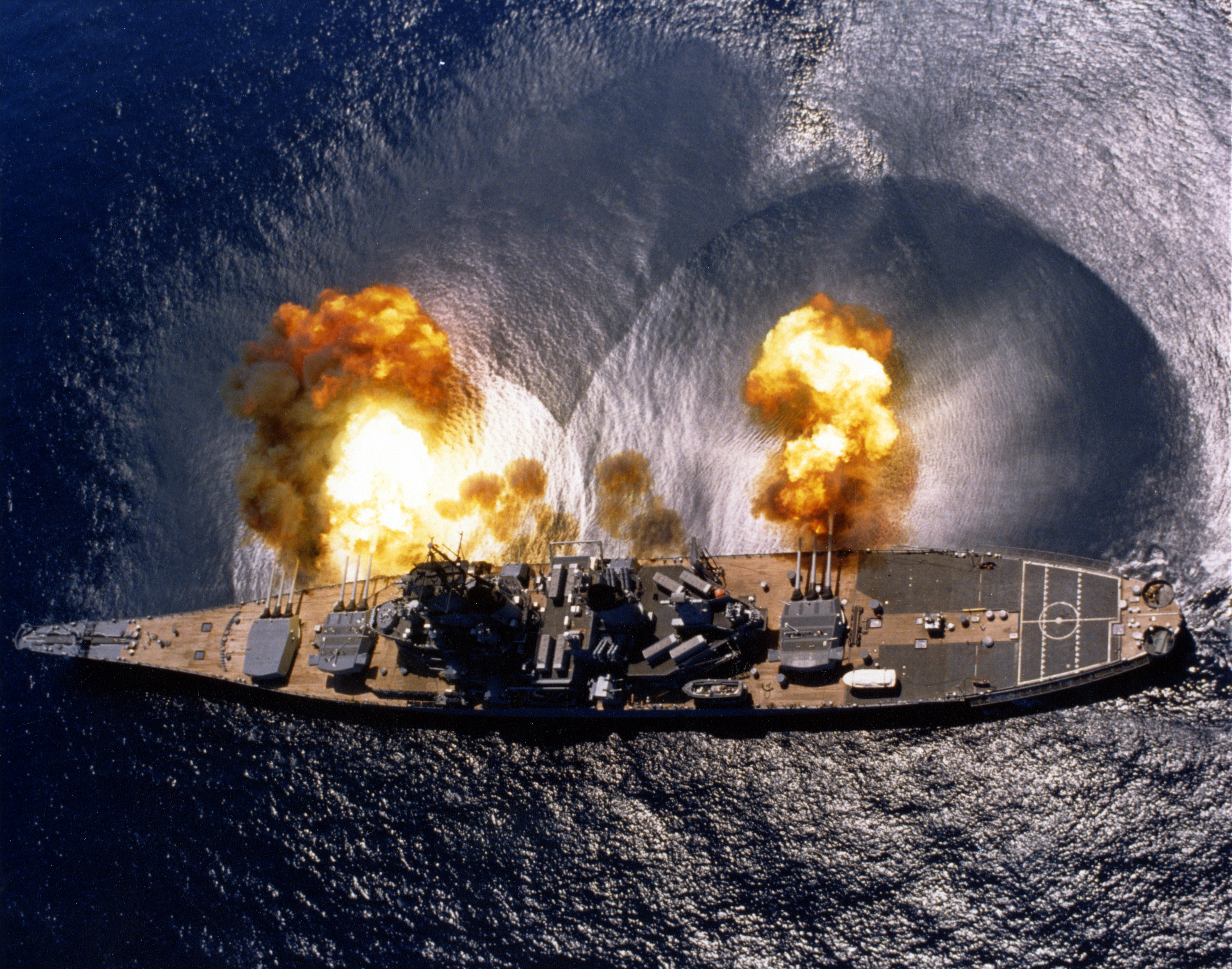
De USS Iowa lost een salvo met haar 406mm geschut

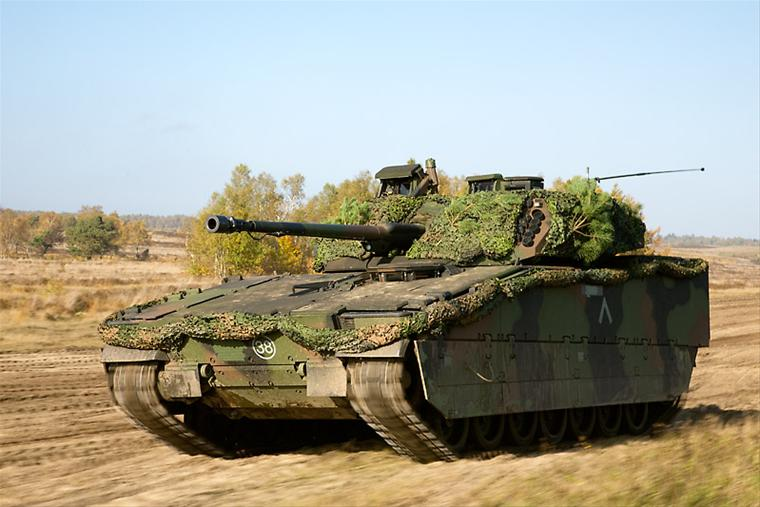
CV90 met Bushmaster 35mm snelvuurkanon

Een kanon is een niet-draagbare vuurmond die een projectiel in een rechte of licht gebogen baan op een doel afvuurt. Kanonnen waren de eerste effectieve en veelvuldig ingezette vuurwapens. De eerste kanonnen werden met bus en bombarde aangeduid.
Kanonnen worden gebruikt om direct vuur op de vijand uit te brengen. Ze werden in eerste instantie ingezet tegen verdedigingswerken als kastelen en forten. Later werden kanonnen ook ingezet als verdedigingsmiddel op muren en wallen. Na de introductie van de tappen op het kanon (de zijwaartse uitsteeksels waardoor ze op een onderstel gelegd konden worden) en affuiten en rolpaarden, was het kanon ook geschikt voor inzet op schepen en in het veld, als ondersteuningswapen voor infanterie en cavalerie.
Kanonnen werden in eerste instantie van smeedijzeren staven gemaakt of in gietijzer of brons gegoten. Brons was duurder maar betrouwbaarder dan smeed- en gietijzer; bovendien konden bronzen kanonnen die waren opgeschoten, worden omgesmolten tot nieuwe kanonnen. Dit was met smeedijzer en gietijzer niet mogelijk. Na verbeteringen in de metallurgie omstreeks 1470 werd het mogelijk om beter betrouwbare ijzeren kanonnen te gieten. Kanonnen van staal verschenen pas tijdens de industrialisatie in de 19e eeuw.
De 19e eeuw bracht grote ontwikkelingen met zich mee. Kanonnen werden voorzien van trekken en velden in de loop. Hierdoor werd de dracht van het kanon vele malen groter. De gladloops bronzen voorlaadkanonnen van 1800 hadden een bereik van één à twee kilometer, maar de stalen scheepskanons van 1900 hadden een bereik van wel 15 kilometer.
In de tweede helft van de 19e eeuw werden achterlaadtechnologieën ontwikkeld en geperfectioneerd. Hierdoor kon het kanon veel sneller worden geladen. Samen met de introductie van het staal in de kanongietkunst werden kanonnen van ongekende grootte mogelijk. Tot ver in de twintigste eeuw zouden slagschepen met enorme kanonnen (de Japanse Yamato (1945) had onder meer negen kanonnen van 460 millimeter) het beeld op zee bepalen, tot de introductie van het vliegdekschip en de geleide raket de rol van het kanon minder belangrijk maakte. De laatste slagschepen werden in de jaren 90 van de twintigste eeuw uit dienst genomen. Hedendaagse oorlogsschepen hebben vaak nog slechts één kanon aan boord.
Bij de artillerie werd het kanon vrijwel geheel vervangen door de houwitser, die explosieve granaten met een kromme baan naar het doel kon schieten. Hierdoor werd het mogelijk de artillerie achter het front op te stellen en was het niet meer nodig de bemanning bloot te stellen aan de gevaren van het front.
Tijdens en na de Eerste Wereldoorlog vond het kanon een nieuwe toepassing als boordwapen van tanks en pantserwagens, als anti-tankwapen en als luchtdoelgeschut. Ook enkele vliegtuigen namen een kanon mee aan boord, zoals de B-25G Mitchell, die een kanon aan boord had met een kaliber van 75 millimeter. In deze rollen doet het kanon nog steeds dienst, hoewel het anti-tankkanon is vervangen door raketwerpers als de bazooka, de RPG-7 en de Javelin.
Eveneens in de twintigste eeuw verscheen het snelvuurkanon, een mengvorm tussen kanon en mitrailleur. Snelvuurkanonnen werden, en worden, voornamelijk ingezet als boordwapen van pantservoertuigen en vliegtuigen en als luchtdoelgeschut.

### Houwitser

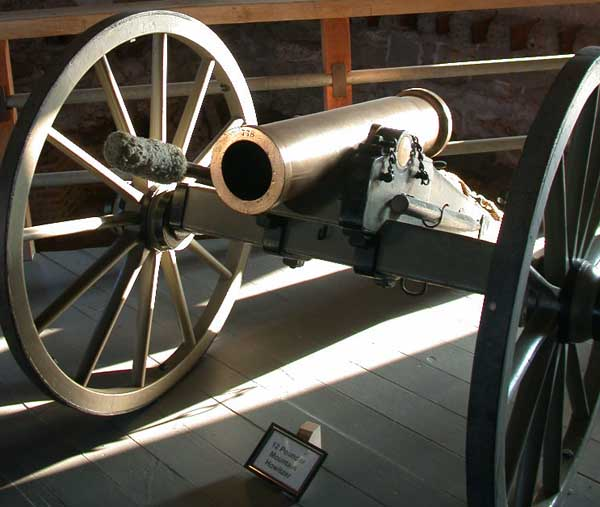
Amerikaanse "Mountain Howitzer", 19e eeuw

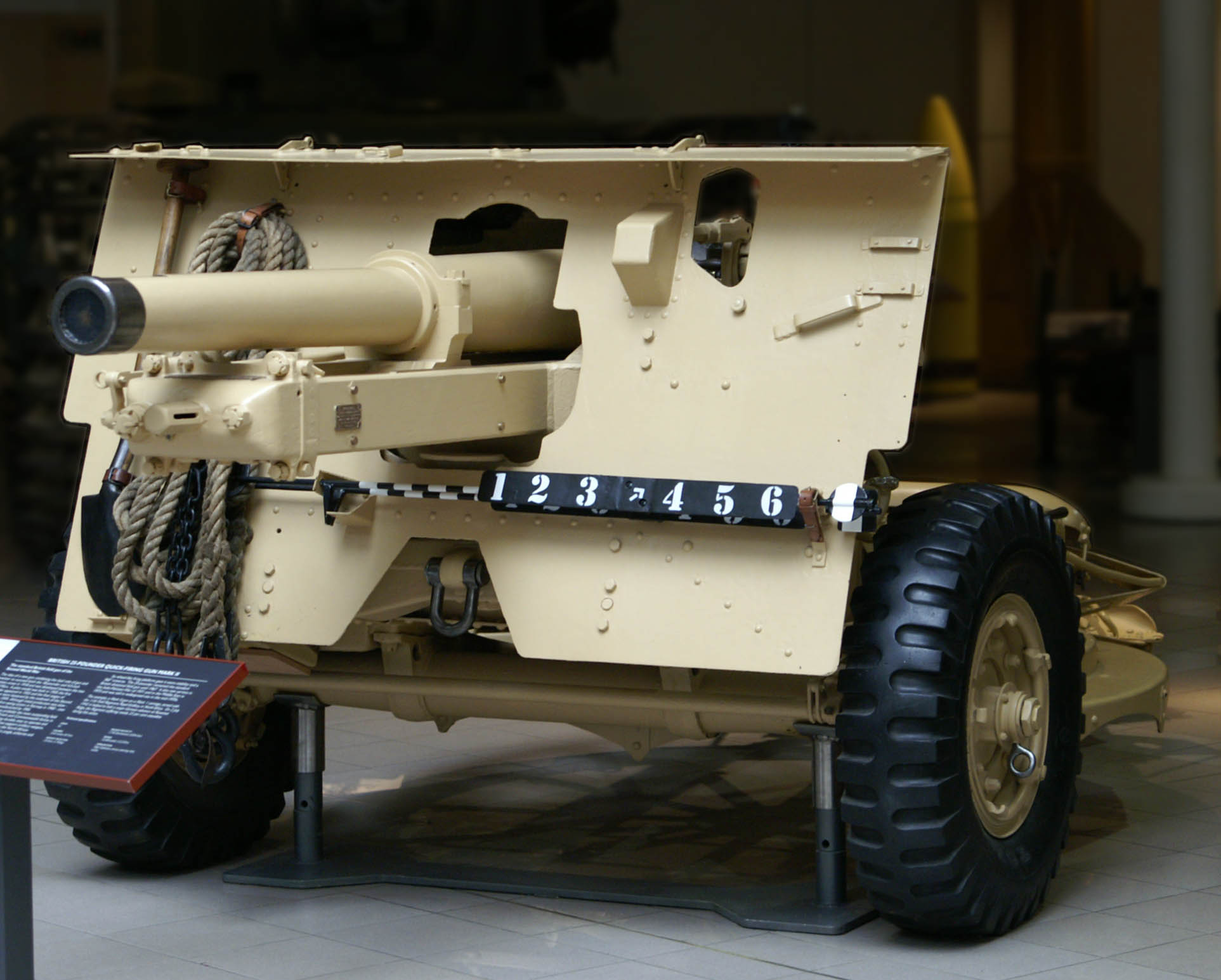
Brits 25-Pounder kanon-houwitser

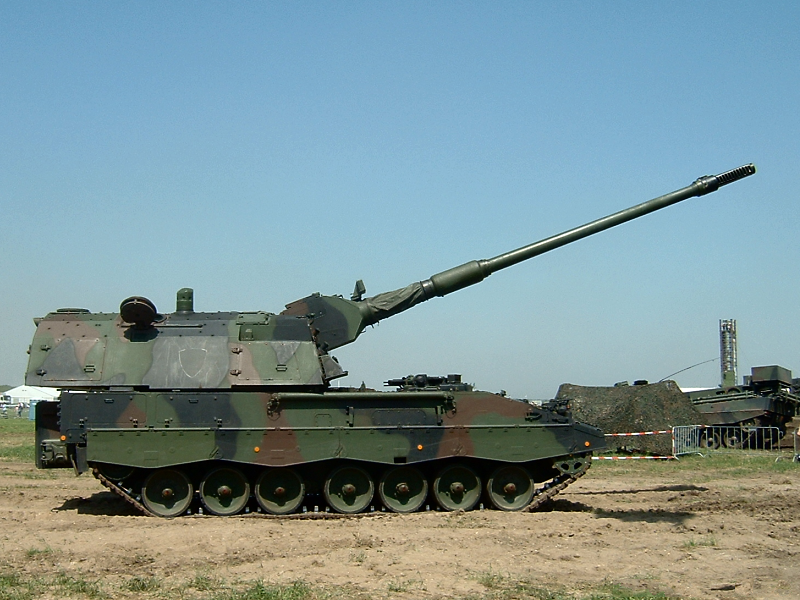
PzH2000 pantserhouwitser

Een houwitser is een mengvorm tussen kanon en mortier. Een houwitser vuurt projectielen in een kromme baan naar het doel en wordt daarom ook met krombaangeschut aangeduid.
De eerste houwitsers verschenen aan het einde van de 17e eeuw. Dit waren voorladers met een (zeer) korte loop, waar kogels, granaten en chemische of brandbommen mee werden afgeschoten. Houwitsers hadden een minder groot bereik dan kanonnen maar waren erg effectief in het bestoken van verdedigingswerken. Ook konden ze tijdens veldslagen over de eigen troepen schieten; iets wat met kanonnen niet of maar heel beperkt mogelijk was.
De rol van de houwitser nam sterk toe na de ontwikkelingen op staal- en munitiegebied in de 19e eeuw. Houwitsers werden van achterlaadmogelijkheden en van trekken en velden voorzien, waardoor ze een veel grotere dracht kregen, tot wel 40 kilometer. Deze veranderingen betekenden een ommezwaai in de oorlogsvoering. De rol van de artillerie veranderde van een ondersteunende, tot een beslissende. De Eerste Wereldoorlog maakte duidelijk hoezeer de toegenomen vuurkracht van de artillerie het oorlogsbeeld had veranderd.
Houwitsers werden vanwege hun relatieve onnauwkeurigheid niet aan boord van schepen ingezet.
In de Tweede Wereldoorlog werden houwitsers ook ingebouwd in tanks, zoals de Amerikaanse M4 Sherman (105). Ook verschenen er gemotoriseerde (en soms gepantserde) houwitsers, zoals de Britse Bishop en Canadese Sexton. Deze vorm van pantserhouwitsers is nog steeds in gebruik, zoals de PzH2000 van het Nederlandse leger.

### Mortier

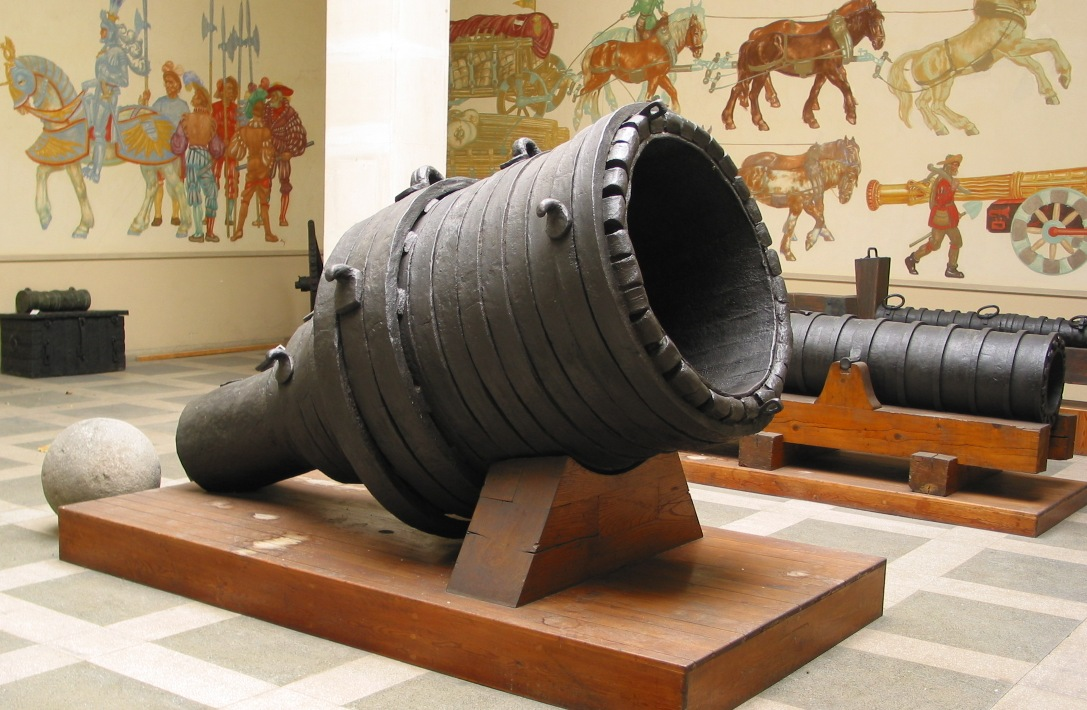
Pumhart von Steyr; een smeedijzeren mortierbombarde uit de vroeg 15e eeuw

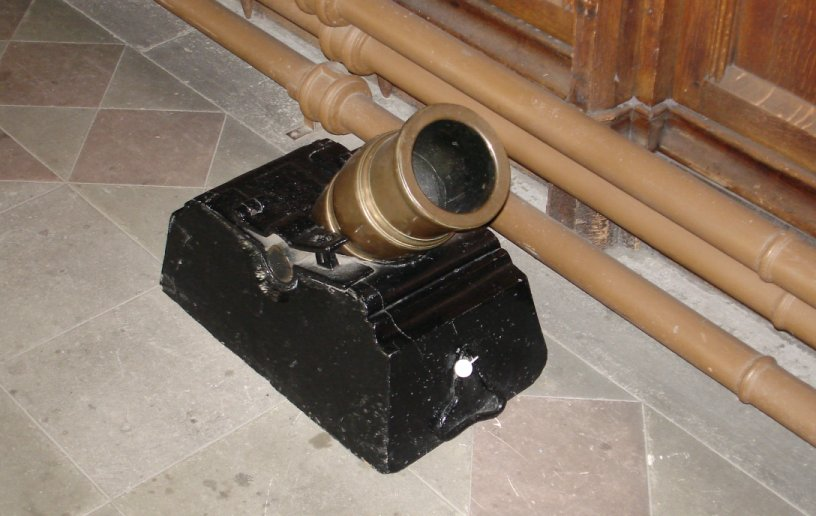
Een klein mortier, 19e eeuw

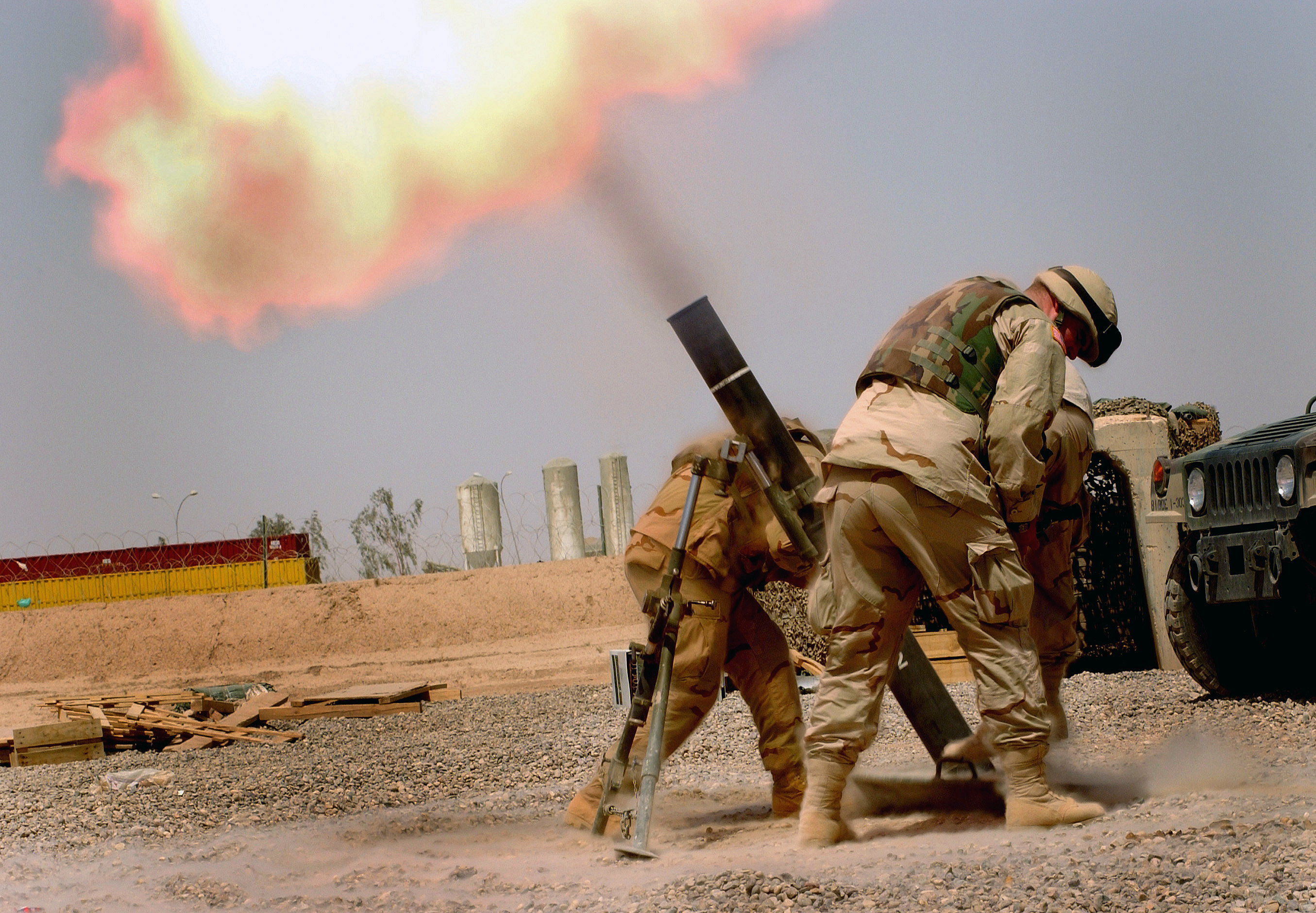
Moderne 120 mm mortier in Irak

Een mortier is een korte schietbuis waarmee een projectiel in een hoge, kromme baan naar het doel wordt geschoten. Mortieren werden vaak bij de belegering van vestingen en steden gebruikt en worden tegenwoordig voornamelijk ingezet als ondersteuning van infanterie, in de rol van licht geschut.
De eerste mortieren waren zeer kort, waardoor ze meer op ketels leken dan op kanonnen. De naam mortier is dan ook afkomstig van het potvormige werktuig. Ze werden op de grond of een houten bed gelegd en wezen in een steile hoek omhoog. De eerste mortieren verschoten kogels, maar al vrij snel werd het mortier met bommen (granaten) geladen; holle kogels waar een kruitlading in zat. Andere vormen van munitie waren stinkpotten, bommen met een chemische lading, en karkassen (brandbommen).
De schootsafstand werd bepaald door de hoeveelheid buskruit te variëren. Om een granaat te laten exploderen op het moment dat hij neerkwam, werd ook gevarieerd met de lengte van de lont van de bom. In eerste instantie werd de lont van de bom aangestoken voor het mortier werd afgeschoten, maar van deze praktijk werd afgestapt nadat was gebleken dat het afgaande schot de lont ook kon aansteken. Hierdoor kon het moment van exploderen preciezer worden bepaald en waren de potentiële gevolgen van een niet-afgaand schot minder fataal voor het stuk en de bemanning.
Mortieren hadden een kleiner bereik dan kanonnen en bovendien lagen hun doelen veelal verder naar achteren. Kanonnen hadden meestal de muren of wallen als doel, mortieren datgene wat zich daarop of daarachter bevond. Hierdoor was het noodzakelijk mortieren dichter bij het front te plaatsen dan kanonnen; een gevaarlijk werk als de verdedigende partij ook over geschut beschikte. Vaak werden er, onder dekking van geschut, loopgraven naar de belegerde vesting of stad gegraven, waarna de mortieren in een nieuwe geschutsopstelling werden geplaatst en hun beschietingen konden beginnen. Het mortier als belegeringswapen heeft tot in de negentiende eeuw dienstgedaan.
Mortieren werden ook op schepen gemonteerd. Deze werden ingezet om andere schepen en steden mee te bombarderen en hebben onder andere bij de belegering van Kopenhagen in 1801 en 1807 grote schade aan de stad aangericht.
In de Eerste Wereldoorlog werd het loopgraafmortier uitgevonden; een simpel buisvormig wapen waarmee granaten vanuit een loopgraaf in een andere loopgraaf geschoten konden worden. Dit mortier wordt in vele vormen heden ten dage nog gebruikt.
Hedendaagse mortieren zijn de laatste voorlaadwapens die nog zijn overgebleven. Ze worden gebruikt met explosieve of rookgranaten, die voor in de schietbuis worden geschoven en door de valbeweging worden ontstoken.

## Handvuurwapens

### Geweer

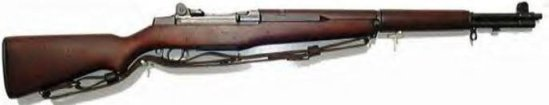
M1 Garand, een Amerikaans semiautomatisch geweer, 20e eeuw

Een geweer is een handvuurwapen dat met twee handen wordt bediend en een relatief lange loop heeft. Geweren worden gebruikt bij de krijgsmacht als persoonlijk wapen van de soldaat, bij de jacht en bij de schietsport.
Geweren zijn ontstaan uit de eerste handvuurwapens zoals de handbus. Het eerste echte geweer was de haakbus, een schietbuis op het onderstel van een kruisboog gemonteerd en voorzien van een lontslot. Sommige haakbussen, vooral die met een groot kaliber, hadden inderdaad een haak voor aan het wapen, om het achter een muur of borstwering te kunnen vastklemmen om de terugslag op te vangen. De latere walbus had dit eveneens. In de 16e eeuw verscheen het musket, een zwaar wapen dat met een furket gebruikt moest worden. Een lichtere variant hiervan was het vuurroer die een kleiner kaliber had, maar moeite had met het doorboren van borstpantser. Dit wapentype verdween in de loop van de zeventiende eeuw weer, vooral toen musketten lichter werden en daardoor zonder furket gebruikt konden worden. Aan het eind van de zeventiende eeuw werd het musket opgevolgd door een soortgelijk wapen met een vuursteenslot, dat met snaphaan werd aangeduid. De snaphaan werd vanaf de tweede helft van de achttiende eeuw (schiet-)geweer genoemd en is tot de tweede helft van de 19e eeuw in de krijgsmacht in gebruik gebleven.
In de jacht vonden aparte ontwikkelingen plaats. In de zeventiende en achttiende eeuw verschenen er dubbelloops jachtgeweren en experimentele achterlaadgeweren met scharnierende loop (de knikloop). Voor de vogeljacht werden extreem lange geweren gemaakt (eendenroers) en voor de jacht op groot wild de jachtbu(k)s; het geweer met getrokken loop. Bij de krijgsmacht bleef men echter vasthouden aan de snaphaan, aangezien deze eenvoudiger was en ook na enkele schoten snel was te herladen. Bovendien waren de krijgstactieken inmiddels op het salvovuur en de bajonetaanval met de snaphaan gebaseerd.
Sommige legers voerden het getrokken geweer wel in, in kleine getale. De Amerikaanse minutemen waren vaak met getrokken jachtgeweren (long rifles) bewapend. Enkele Duitse staten hadden al in de zeventiende eeuw Jaeger-korpsen met jachtbuksen. Het Britse leger voerde aan het begin van de negentiende eeuw de met het Baker-geweer bewapende Rifle Regiments in. Pas omstreeks 1850 werd er een kogel uitgevonden die net zo snel in een voorlaadgeweer met getrokken loop als een gladloops voorlaadgeweer kon worden geladen; dit was de Minié-kogel. Hierdoor kreeg uiteindelijk ook de normale infanterist een geweer met getrokken loop.
Omstreeks 1840 werd het nog altijd gangbare vuursteenslot vervangen door het percussieslot en later door met kant-en-klare patronen geïntegreerde ontstekingsmechanismen. Zo'n 20 jaar later werd het voorlaadgeweer vervangen door het achterlaadgeweer en uiteindelijk het repeteergeweer. Aan het einde van de negentiende eeuw werden ook het semi-automatische geweer (de Mannlicher Model 85) en het automatische geweer (De Cei-Rigotti) uitgevonden. Automatische geweren zouden geen succes hebben als infanteriewapen, maar wel als lichte mitrailleur, zoals de Browning BAR en de BREN. Semi-automatische geweren werden pas in 1936 ingevoerd met de introductie van de M1 Garand in het Amerikaanse leger. De meeste landen bleven echter het repeteergeweer gebruiken.
In de Tweede Wereldoorlog werd een mengvorm tussen geweer en pistoolmitrailleur geïntroduceerd: het Sturmgewehr. Dit geweer verschoot een kleinere patroon dan het repeteergeweer en had ook een veel kleiner effectief bereik; zo'n 300 meter. Dit bleek echter genoeg te zijn op het strijdtoneel, aangezien infanteriegevechten plaatsvonden op kortere afstanden. Door de kleinere patroon en de kleinere terugslag werd automatisch vuur mogelijk, iets wat een probleem was geweest met automatische geweren. Het aanvalsgeweer heeft inmiddels het repeteergeweer vervangen.

### Pistool

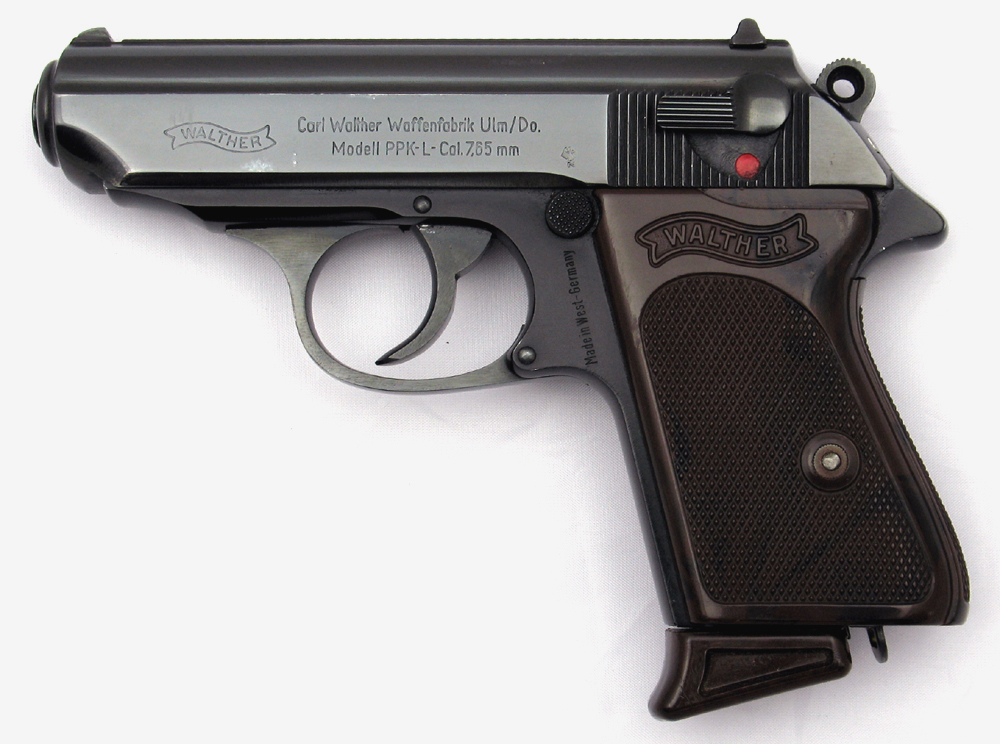
De Walther PPK, het beroemde pistool van James Bond

Een pistool is een handvuurwapen dat met één hand kan worden bediend. Pistolen worden om die reden ook vuistvuurwapens genoemd.
Het pistool komt voort uit de petronel, een op het musket gelijkend vuurwapen die van een kromme kolf was voorzien en was bedoeld voor ruiters. Het wapen was ook aanzienlijk lichter dan een musket of haakbus. Inkorting en verkleining van het wapen leidde tot de eerste pistolen. Deze werden voornamelijk gebruikt door ruiters, piekeniers en zeelieden. Naarmate het wapen kleiner en handzamer werd, vond het ook aftrek in de burgerij.
In de achttiende en negentiende eeuw verschenen de eerste meerschots pistolen ten tonele, eerst in de vorm van het meerloops pistool, daarna in de vorm van revolvers met roterende cilindermagazijnen en nog later in de vorm van het zelfladende of semi-automatische pistool, die met gasdruk werkt om een nieuwe patroon in de kamer te laden.
Pistolen worden gebruikt door de politie en aanverwante diensten, en (als secundair wapen) in de krijgsmacht. Pistolen zijn ook populair in de schietsport.

### Karabijn

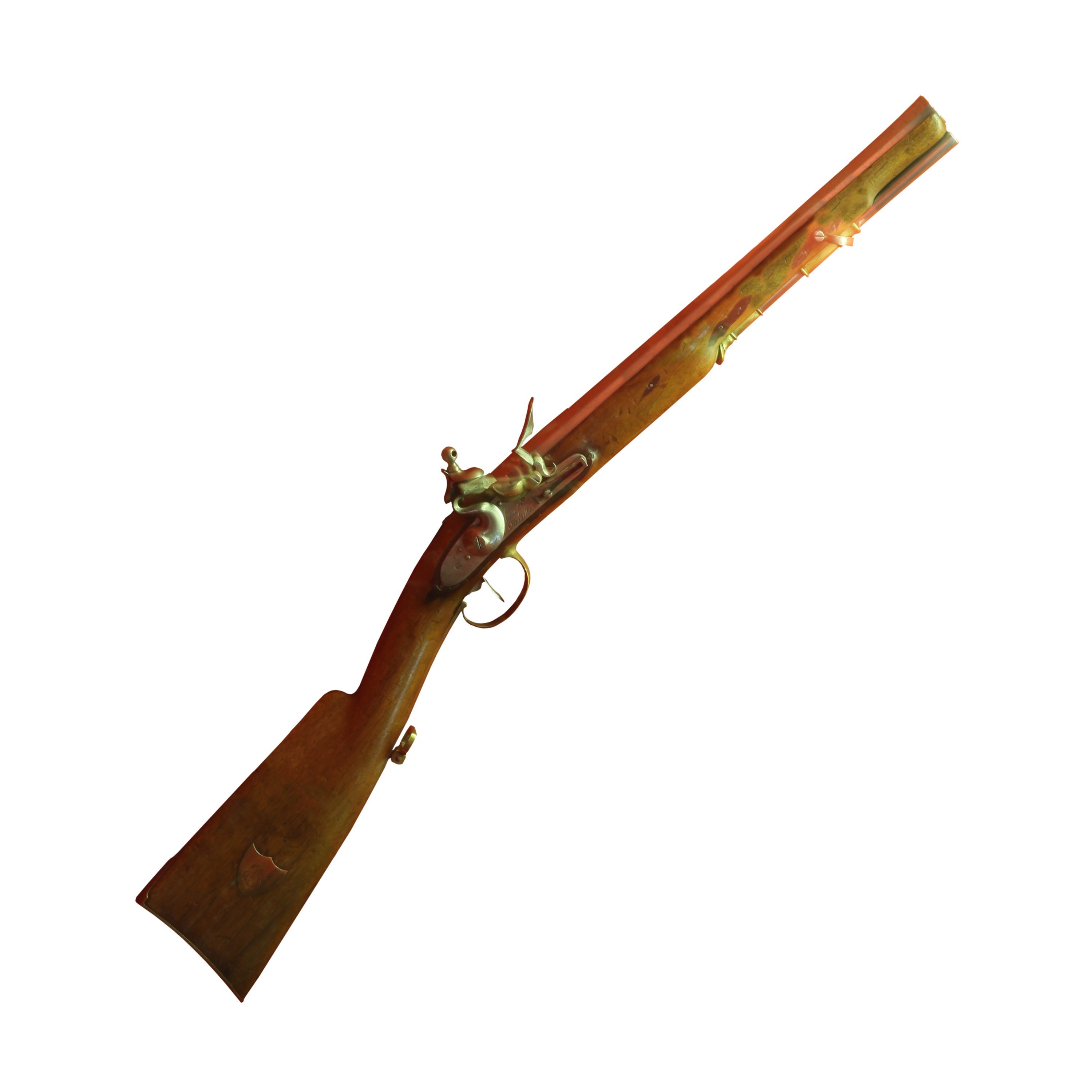
Een vuursteenkarabijn uit de laat-18e eeuw

Een karabijn is een op het geweer lijkend vuurwapen met een relatief korte loop.
Net als het pistool komt de karabijn voort uit een ruiterhaakbus genaamd petronel. Het karabijn was oorspronkelijk een cavaleriewapen maar werd in de twintigste eeuw, na de verschrikkingen van de loopgravenoorlog, in vele legers de rechtstreekse vervanger van het geweer, hoewel het meestal ging om ingekorte geweren in plaats van apart ontwikkelde wapens. Een uitzondering hierop vormt de M1 Carbine, een Amerikaans semi-automatisch wapen dat ontwikkeld werd voor gebruik door tankbemanningen en paratroepen. Deze karabijn verschoot een unieke patroon: de .30 Carbine. De meeste karabijnen verschieten dezelfde munitie als hun geweer-tegenhangers.
Karabijnen zijn hedendaags in gebruik in de legers van vele landen; vaak als reservewapen voor voertuigbemanningen of vliegers, maar ook als primair wapen van speciale troepen. Sommige politiediensten maken ook gebruik van karabijnen als ondersteuningswapen.

### Machinepistool

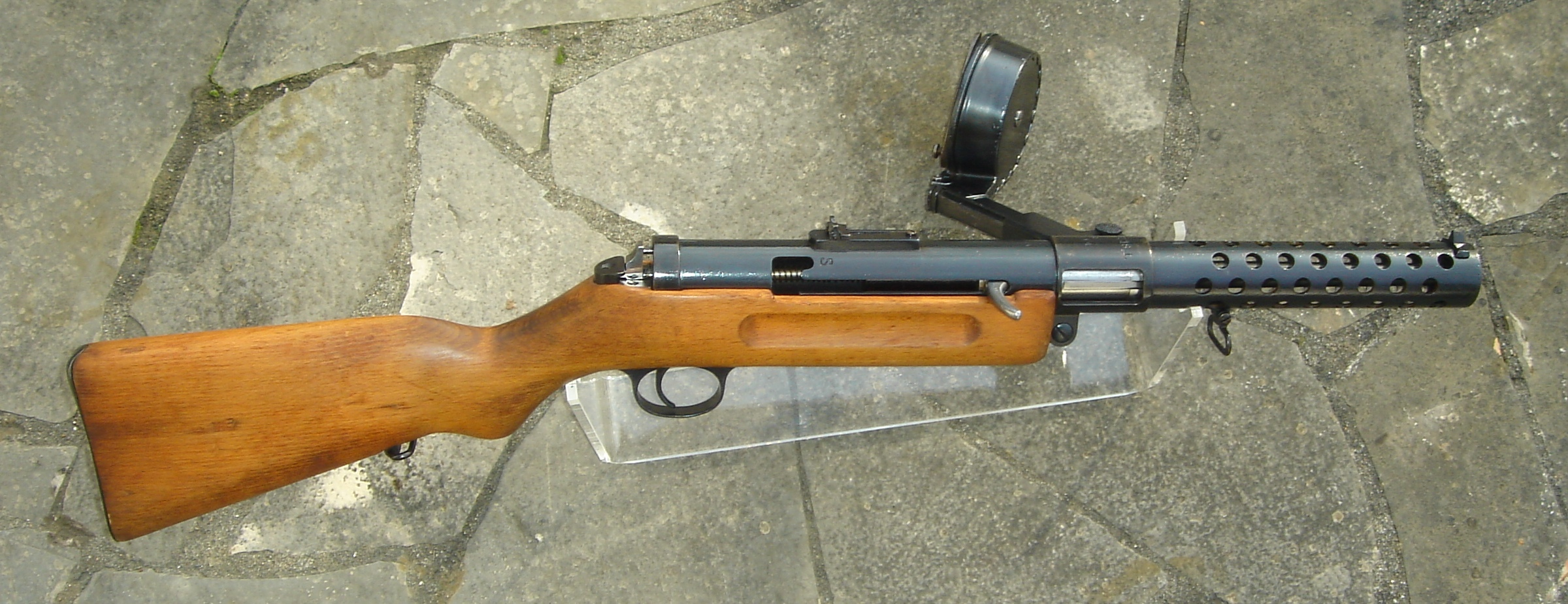
Begmann MP.18

Een machinepistool of pistoolmitrailleur is een automatisch vuurwapen dat over het algemeen pistoolmunitie verschiet. Sommige moderne pistoolmitrailleurs hebben echter een uniek kaliber (bijvoorbeeld de P-90) of verschieten geweermunitie (bijvoorbeeld de Magpul PDR); deze wapens heten ook wel Personal Defense Weapon (PDW).
De pistoolmitrailleur werd voor het eerst in de Eerste Wereldoorlog ingezet door het Duitse leger, voor de strijd in de loopgraven. Dit was de Bergmann MP 18.1.
De pistoolmitrailleur raakte in het leger in onbruik na de introductie van het aanvalsgeweer, hoewel voertuigbemanningen en speciale troepen het wapen in gebruik blijven houden. Bij de politie is het wapen in gebruik bij arrestatieteams en anti-terreureenheden.

## Overige soorten vuurwapens

### Mitrailleur

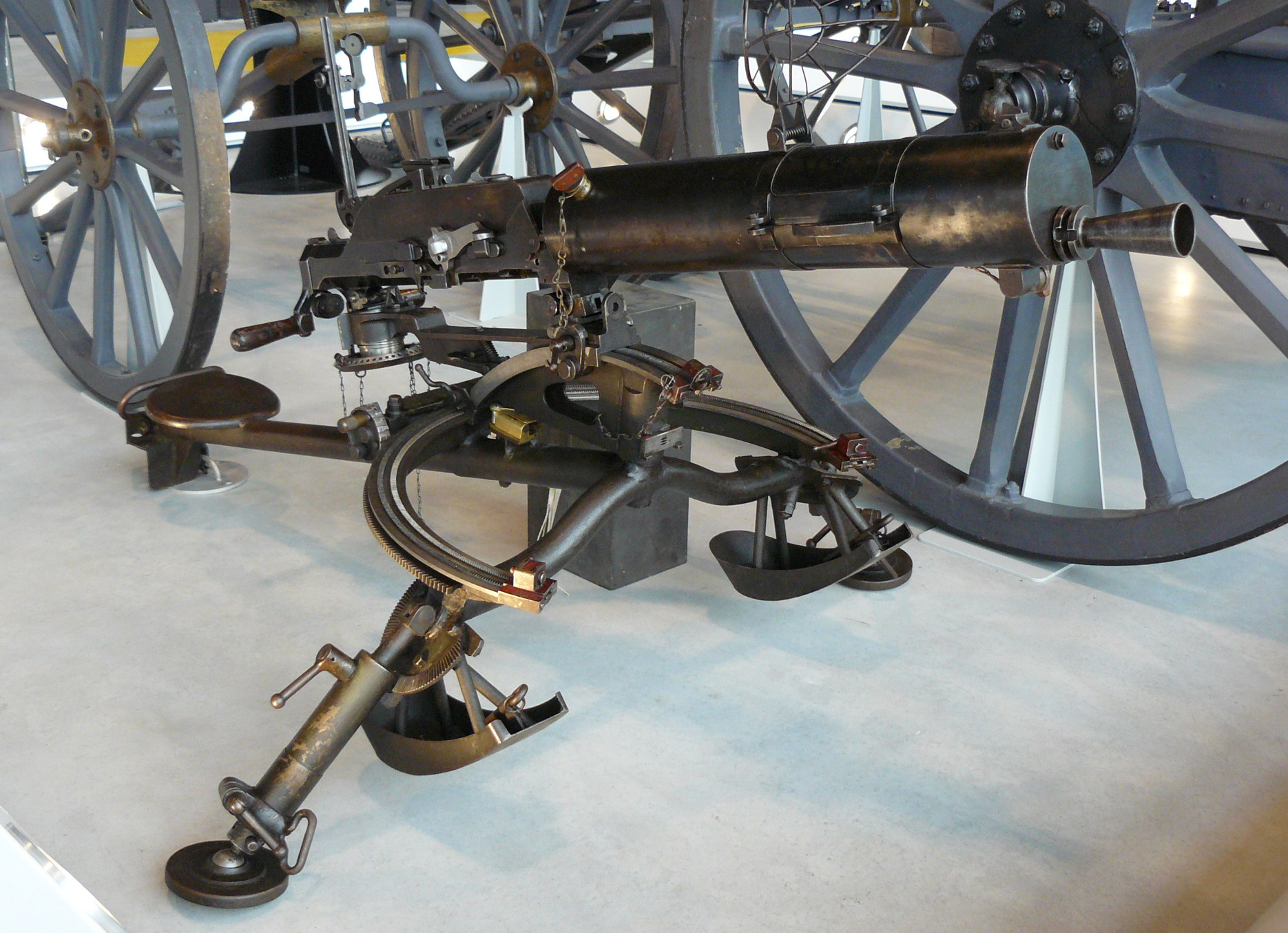
Schwarzlose M.08 zware mitrailleur

In de negentiende eeuw verscheen een derde soort vuurwapen: de mitrailleur. Dit was in eerste instantie een meerloops vuurwapen die loop-voor-loop, of met alle lopen tegelijk, werd afgevuurd. De eerste gangbare mitrailleur, die omstreeks 1860 werd geïntroduceerd, was de Amerikaanse Gatling, die een roterende set lopen had die met een zwengel werden bediend. In 1890 verscheen de eveneens Amerikaanse Maxim, de eerste zelfladende (automatische) mitrailleur.
Mitrailleurs worden ingezet als groepsondersteuningswapen, als boordwapen in vlieg-, voer- en vaartuigen en in verdedigingswerken. Automatische geweren die zijn ontworpen om langdurig automatisch vuur te kunnen afgeven, worden soms met lichte mitrailleur aangeduid. De BAR en de Russische RPK-74 zijn hier voorbeelden van.

### Pétard

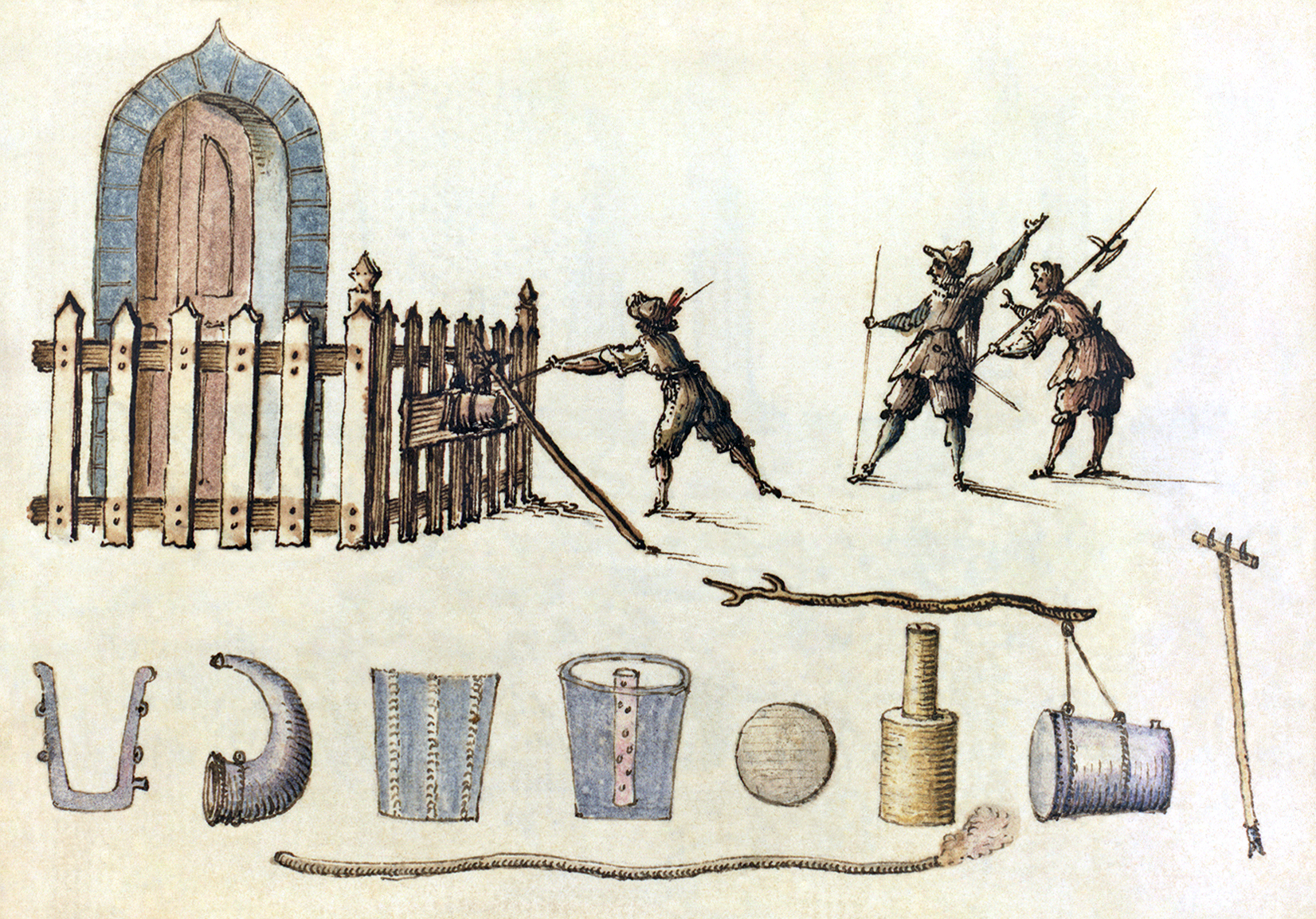
Schets van een pétard

Een aparte ontwikkeling van het vuurwapen was de pétard: een op een ketel gelijkend bom-achtig wapen dat in zijn geheel aan een muur of toegangspoort werd gehangen en daarna werd ontstoken. De explosieve kracht was op de deur of muur gericht en sloeg er een gat in (of sloeg de poort geheel aan splinters), waarna aanvallende troepen naar binnen konden.
De naam Pétard werd in de Tweede Wereldoorlog toegepast op een mortierachtig wapen die op de Churchill AVRE-tank werd gemonteerd. Deze schoot een bom af die bedoeld was om bunkers en andere gebouwen te vernietigen.
Het idee van de pétard leeft voort in holle lading-munitie.

## Techniek
Laadmechanismen
- voorladers (alle vroege vuurwapens)
- achterladers (midden 19e eeuw)

Ontstekingsmechanismen
- ontstekingsgat (13e eeuw, China; jaren 1320, Europa): kanon, handbus, veldslang
- lontslot (begin 15e eeuw, Europa en Ottomaanse Rijk): haakbussen
- vuursteenslot (begin 16e eeuw, Europa): musketten en roeren
  - radslot (begin 16e eeuw, Italië of Duitsland): vroege donderbus (circa 1570, Nederlanden), vroege dragons
  - snaphaanslot (midden 16e eeuw): snaphanen (voor het eerst verschenen eind jaren 1550 in ofwel Spanje, de Nederlanden, Duitsland, Schotland of Zweden;[4] tot de jaren 1620 in gebruik bij het Staatse leger)
  - Miquelet-slot (late 16e eeuw, Spanje)
  - doglock ("hondenslot", begin 17e eeuw, West-Europa), gebruikt in sommige cavalerie-karabijnen
  - "eigenlijke" vuursteengeweren (vroege 17e eeuw): late donderbus (17e eeuw, Europa), late dragons (geassocieerd met dragonders)
    - platine à silex van Marin le Bourgeoys (circa 1610, Frankrijk)
    - vuursteengeweren (jaren 1630, Staatse leger)
    - long rifles (vroege 18e eeuw, Noord-Amerika)
    - Jäger-geweren (eind 18e eeuw, Duitsland)
- percussieslot (circa 1810, Frankrijk): percussiegeweren
- Blish-slot (1915, Verenigde Staten): Tommyguns